# Centrochloa singularis
Centrochloa singularis är en gräsart som beskrevs av Jason Richard Swallen. Centrochloa singularis ingår i släktet Centrochloa och familjen gräs. Inga underarter finns listade i Catalogue of Life.